# Reynaldo Varea Donoso
Reynaldo Varea Donoso fue un militar y político ecuatoriano nacido en la ciudad de Latacunga en 1916. Tuvo una ilustre carrera militar, llegando ser Teniente Coronel del Estado Mayor del Ejército. Fue ministro de defensa de José María Velasco Ibarra entre 1952 hasta 1955, al renunciar por intentar conspirar para derrocar al presidente por su autoritarismo. 
Posteriormente retomó su amistad con Velasco Ibarra, por lo que fue candidateado al Senado por el movimiento velasquista, resultado electo y fue designado vicepresidente del senado. Al darse el quiebre entre la relación de Velasco Ibarra con el vicepresidente Carlos Julio Arosemena Monroy, Varea dejó el velasquismo y apoyo a Arosemena, por lo que fue enviado a la cárcel junto al vicepresidente brevemente.  
Posteriormente fue designado por el Congreso como Vicepresidente de la República, teniendo una polémica gestión, siendo acusado de corrupción en el manejo de la chatarra, por lo que enfrentó un juicio político, el cual no llegó a inculparlo. Al asumir el poder los militares, Varea fue encarcelado junto a Arosemena y luego exiliado. Varea se mantuvo distanciado de la política hasta su muerte en el 2008.